# 普萊森特瓦利 (新澤西州)
普萊森特瓦利（英語：Pleasant Valley）是位於美國新澤西州蒙茅斯縣的非建制地區。

## 地理
普萊森特瓦利所處的海拔為高於海平面60米（即197英呎），而該地所採用的時區為UTC-5，即北美东部时区（EST）。同時該地設有夏令時間，為UTC-5調快一小時，即UTC-4（EDT）。